# トラ・トラ・トラ!
『トラ・トラ・トラ!』（Tora! Tora! Tora!）は、1970年に公開されたアメリカの戦争映画である。
1941年12月の大日本帝国海軍による真珠湾攻撃をめぐる両国の動きを題材に据え、日本との合同スタッフ・キャストで制作された。題名は真珠湾攻撃時、日本の攻撃隊が母艦に送信した奇襲攻撃成功を伝える電信の暗号略号「トラトラトラ（『ワレ奇襲二成功セリ』の意）」に由来する。
1970年のアカデミー視覚効果賞獲得作品。

## ストーリー
1941年12月、日本軍の先制攻撃を傍受していたアメリカ軍はなぜ警戒命令を出さず、ハワイ真珠湾を見殺しにしたのか。戦時中、人の命は駒のごとく「配置」され「使われ」た。勝利を信じた一途な精神と、戦略に長けた者たちの結末とは。アメリカ軍は真珠湾の陥落によって何を得たのか。無明ゆえの人々がおこした残酷な現実を描く哀しみの群像劇。

## スタッフ
- 製作総指揮：ダリル・F・ザナック（ノンクレジット）
- 製作：エルモ・ウィリアムズ
- 製作補佐：オットー・ラング、高木雅行、久保圭之介
- 監督：リチャード・フライシャー、舛田利雄、深作欣二
- 原作：ゴードン・W・プランゲ『トラ・トラ・トラ!』[1]、ラディスラス・ファラーゴ『破られた封印』
- 脚本：ラリー・フォレスター、エルモ・ウィリアムズ（ノンクレジット）、ミッチェル・リンドマン（ノンクレジット）、小国英雄、菊島隆三、黒澤明（ノンクレジット）
- 音楽：ジェリー・ゴールドスミス（編曲：アーサー・モートン）
- 撮影：チャールズ・F・ホイーラー、姫田真佐久、佐藤昌道、古谷伸、萩原健、上田宗男、萩原憲治
- 第二班監督：レイ・ケロッグ
- 特殊撮影効果：L・B・アボット、アート・クルイックシャンク
- 特殊効果：A・D・フラワーズ
- 美術監督：リチャード・デイ、村木与四郎、ジャック・マーティン・スミス、川島泰造、近藤司
- 録音：ジェームズ・コーコラン、マレー・スピヴァック、ダグ・ウィリアムズ、テッド・ソダーバーグ、ハーマン・ルイス、渡会伸
- 編集：ジェームズ・E・ニューコム、ペンプローク・J・ハーリング、井上親弥
- 助監督：デヴィッド・ホール、エリオット・シンク、村川透（ノンクレジット）、長井博、正森和郎（ノンクレジット）、苅谷俊彦（ノンクレジット）
- 航空指導：アーサー・P・ウィルダーン退役中佐、ジョージ・ワトキンス海軍中佐、ジャック・カナリー
- 国防省計画官兼海軍調整：E・P・スタッフォード海軍中佐
- 技術顧問：園川亀郎、磯田倉之助、高田静男、坂剛
- 撮影協力：東映京都撮影所、松竹京都撮影所
- エルモ・ウィリアムズ=リチャード・フライシャー作品
- 提供：20世紀フォックス

## キャスト
- ハズバンド・キンメル海軍大将（太平洋艦隊司令長官兼合衆国艦隊司令長官）：マーティン・バルサム
- 山本五十六海軍中将⇒大将（連合艦隊司令長官兼第一艦隊司令長官⇒連合艦隊司令長官）：山村聡
- ヘンリー・スチムソン陸軍長官：ジョゼフ・コットン
- 源田實海軍中佐（第一航空艦隊参謀）：三橋達也（当初、山﨑努が演じる予定だった。）
- ブラットン陸軍大佐（陸軍情報部）：E・G・マーシャル
- ウィリアム・ハルゼー海軍中将（航空戦闘部隊司令官兼第2空母戦隊司令官）：ジェームズ・ホイットモア
- クレイマー海軍少佐（海軍情報部）：ウェズリー・アディ（英語版）
- 南雲忠一海軍中将（第一航空艦隊司令長官）：東野英治郎
- 吉田善吾海軍中将⇒大将（前連合艦隊司令長官⇒海軍大臣⇒軍事参議官）：宇佐美淳（当初、宮口精二が演じる予定だった。）
- ウォルター・ショート陸軍中将（ハワイ方面陸軍司令長官）：ジェイソン・ロバーズ
- フランク・ノックス海軍長官：レオン・エイムス（英語版）
- ハロルド・スターク海軍大将（海軍作戦部長）：エドワード・アンドリュース
- コーデル・ハル国務長官：ジョージ・マクレディ（英語版）
- ジョージ・マーシャル陸軍大将（陸軍参謀聡長）：キース・アンデス（英語版）
- 淵田美津雄海軍中佐（赤城飛行隊長：水平爆撃隊隊長⇔第三航空戦隊参謀）：田村高廣
- ジェームズ・リチャードソン提督（海軍大将⇒少将、前太平洋艦隊司令長官兼合衆国艦隊司令長官）：ロバート・カーネス（英語版）
- ジョセフ・グルー駐日米国大使：メレデス・ウェザビー（ノンクレジット）
- モーリス・E・カーツ中佐（太平洋艦隊参謀）：G・D・スプラドリン
- 野村吉三郎駐米大使：島田正吾
- 近衛文麿首相：千田是也
- 東條英機陸軍大将（陸軍大臣⇒首相）：内田朝雄（当初、滝沢修が演じる予定だった。）
- 及川古志郎海軍大将（海軍大臣）：見明凡太朗（当初、島田正吾が演じる予定だった。）
- 松岡洋右外相：北村和夫（当初、辰巳柳太郎が演じる予定だった。）
- 東郷茂徳外相：野々村潔
- 木戸幸一内相：芥川比呂志（アメリカ公開版では登場シーンはカットされている）（当初、清水将夫が演じる予定だった。）
- 鮫島具重侍従武官：青野平義（アメリカ公開版では登場シーンはカットされている）
- 山口多聞海軍少将（第二航空戦隊司令官）：藤田進
- 大西瀧治郎海軍少将（第十一航空艦隊参謀長）：安部徹
- 来栖三郎駐米特派大使：十朱久雄
- 奥村勝蔵駐米一等書記官：久米明
- 結城司郎次特派書記官（駐米大使館）：近藤準
- 堀内正名電信係長（駐米大使館）：新井和夫
- 炊事兵1（主計兵）：渥美清（アメリカ公開版では登場シーンはカットされている）（当初、藤原釜足が演じる予定だった。）
- 炊事兵2（主計兵）：松山英太郎（アメリカ公開版では登場シーンはカットされている）
- 花街の女：市川和子
- 軍人髭の老人：中村是好（当初、志村喬が演じる予定だった。）
- 阿曽弥之助一飛曹：井川比佐志
- 赤城飛行士1：和崎俊哉
- 赤城飛行士2：岡崎二朗
- 赤城飛行士3：武藤章生
- 長谷川喜一海軍大佐（赤城艦長）：細川俊夫
- 和田雄四郎海軍中佐（連合艦隊通信参謀）：葉山良二
- 宇垣纏海軍少将（連合艦隊参謀長）：浜田寅彦
- 黒島亀人海軍大佐（通称ガンジー／連合艦隊先任参謀）：中村俊一
- 福留繁海軍少将（連合艦隊参謀長⇒軍令部作戦部長）：河村弘二
- 原忠一海軍少将（第五航空戦隊司令官）：二本柳寛
- 下士官（米艦名当て）：青木義朗（当初、井川比佐志が演じる予定だった。）
- 草鹿龍之介海軍少将（第一航空艦隊参謀長)：龍崎一郎
- 小野寛治郎海軍中佐（第一航空艦隊通信参謀）：三島耕
- 松崎三男海軍大尉（淵田総隊長機操縦員）：宇南山宏（当初、東野英心が演じる予定だった。）
- 水木徳信兵曹（淵田総隊長機電信員）：山本紀彦
- 三川軍一海軍中将（第三戦隊司令官）：須賀不二男（当初、藤田進が演じる予定だった。）
- 村田重治海軍少佐（赤城飛行隊長：雷撃隊隊長）：室田日出男
- 板谷茂海軍少佐（赤城飛行隊長）：稲垣昭三
- 第一航空艦隊参謀：児玉謙次
- 第一航空艦隊参謀：雪丘恵介
- 第二航空戦隊参謀：晴海勇三
- 反保慶文海軍中佐（赤城機関長）：久遠利三
- クロッカー書記官（駐日米国大使館）：アンドリュー・ヒューズ
- ドゥーマン参事官（駐日米国大使館）：マイク・ダーニン（ノンクレジット）
- 野村吉三郎の声（英語部分）：ポール・フリーズ
- 吉川猛夫海軍少佐（森村正・ホノルル総領事館書記生）：マコ岩松 ※本編では登場シーンはカットされている。（当初、中村敦夫が演じる予定だった。）
- 役名不詳：永井秀明 ※本編では登場シーンはカットされている。
- 渡辺安次海軍中佐（連合艦隊戦務参謀）：松本荘吉

## 日本語吹替
| 役名                               | 俳優                     | 日本語吹替                                            |                    |                    |
| 役名                               | 俳優                     | フジテレビ版                                          |                    |                    |
| 〈アメリカ軍高官〉                 | 〈アメリカ軍高官〉       | 〈アメリカ軍高官〉                                    | 〈アメリカ軍高官〉 | 〈アメリカ軍高官〉 |
| ---------------------------------- | ------------------------ | ----------------------------------------------------- | ------------------ | ------------------ |
| ハズバンド・キンメル司令長官       | マーティン・バルサム     | 久松保夫                                              |                    |                    |
| ブラットン大佐                     | E・G・マーシャル         | 富田耕生                                              |                    |                    |
| クレイマー少佐                     | ウェズリー・アディ       | 中村正                                                |                    |                    |
| ウィリアム・ハルゼー海軍中将       | ジェームズ・ホイットモア | 島宇志夫                                              |                    |                    |
| ウォルター・ショート陸軍中将       | ジェイソン・ロバーズ     | 羽佐間道夫                                            |                    |                    |
| ジェームズ・リチャードソン海軍大将 | ビル・ザッカート         | 上田敏也                                              |                    |                    |
| ジョージ・マーシャル海軍大将       | キース・アンデス         | 内海賢二                                              |                    |                    |
| トーマス・フィリップス陸軍大将     | ミッチ・ミッチェル       | 石森達幸                                              |                    |                    |
| パトリック・ベリンジャー海軍中将   | エドモンド・ライアン     | 清川元夢                                              |                    |                    |
| 〈政府高官〉                       |                          |                                                       |                    |                    |
| ヘンリー・スティムソン陸軍長官     | ジョゼフ・コットン       | 真木恭介                                              |                    |                    |
| コーデル・ハル国務長官             | ジョージ・マクレディ     | 大木民夫                                              |                    |                    |
| 野村吉三郎駐米大使                 | 島田正吾                 | 小林清志                                              |                    |                    |
| ジョセフ・グルー駐日米国大使       | メレディス・ウェザビー   | 島宇志夫                                              |                    |                    |
| 〈その他〉                         |                          |                                                       |                    |                    |
| フィルダー                         | ビル・エドワーズ         | 内海賢二                                              |                    |                    |
| クレイマー夫人                     | レオラ・ダナ             | 寺島信子                                              |                    |                    |
| ジョゼフ・ロッカード               | ブルース・ウィルソン     | 納谷六朗                                              |                    |                    |
| ジョージ・エリオット               | チャールズ・ギルバート   | 野島昭生                                              |                    |                    |
| ミス・ケープ                       | ジューン・デイトン       | 島木綿子                                              |                    |                    |
| カミンスキー少尉                   | ネヴィル・ブランド       | 今西正男                                              |                    |                    |
| ジョン・B・アール                  | リチャード・アンダーソン | 北村弘一                                              |                    |                    |
| パウエル                           | ディック・フェアー       | 仲木隆司                                              |                    |                    |
| マーチン                           | ラリー・トール           | 緑川稔                                                |                    |                    |
| ニュートン                         | ケン・リンチ             | 田中康郎                                              |                    |                    |
|                                    |                          |                                                       |                    |                    |
| 演出                               | 演出                     | 春日正伸                                              |                    |                    |
| 翻訳                               |                          |                                                       |                    |                    |
| 効果                               | 効果                     | 赤塚不二夫                                            |                    |                    |
| 調整                               | 調整                     | 山田太平                                              |                    |                    |
| 制作                               | 制作                     | トランスグローバル                                    |                    |                    |
| 解説                               | 解説                     | 前田武彦                                              |                    |                    |
| 初回放送                           | 初回放送                 | 1972年12月1日・8日 『ゴールデン洋画劇場』 21:00-23:00 |                    |                    |

## 製作
英米仏独のスタッフを結集してノルマンディー上陸作戦を描いた大作『史上最大の作戦』の大成功に気をよくした20世紀フォックスが、ノンフィクション作品、ラディスラス・ファラゴ『破られた封印』（The Broken Seal）を原作に、日米双方の視点から真珠湾攻撃を描こうとした企画。20世紀フォックスとしては『クレオパトラ』の大失敗で、傾きかけた会社を救ってくれた『史上最大の作戦』の「夢よもう一度」という期待があった。豪腕で知られた当時の社長ダリル・F・ザナックは『史上最大の作戦』をまとめあげた実績を持つエルモ・ウィリアムズを起用して製作がスタートした。製作費は、当初50億円、$22,500,000（81億円）などといわれたが、公開直前の1970年8月と9月の読売新聞には、$33,000,000（118億8千万円）と記載された。公開時の週刊新潮1970年10月10日号では90億円。当時はアメリカでも$30,000,000を超える映画はこれが最後だろう、と言われ、20世紀フォックスとしても社運を賭けたものとなった。

### 黒澤明と『トラ・トラ・トラ！』

#### 撮影まで

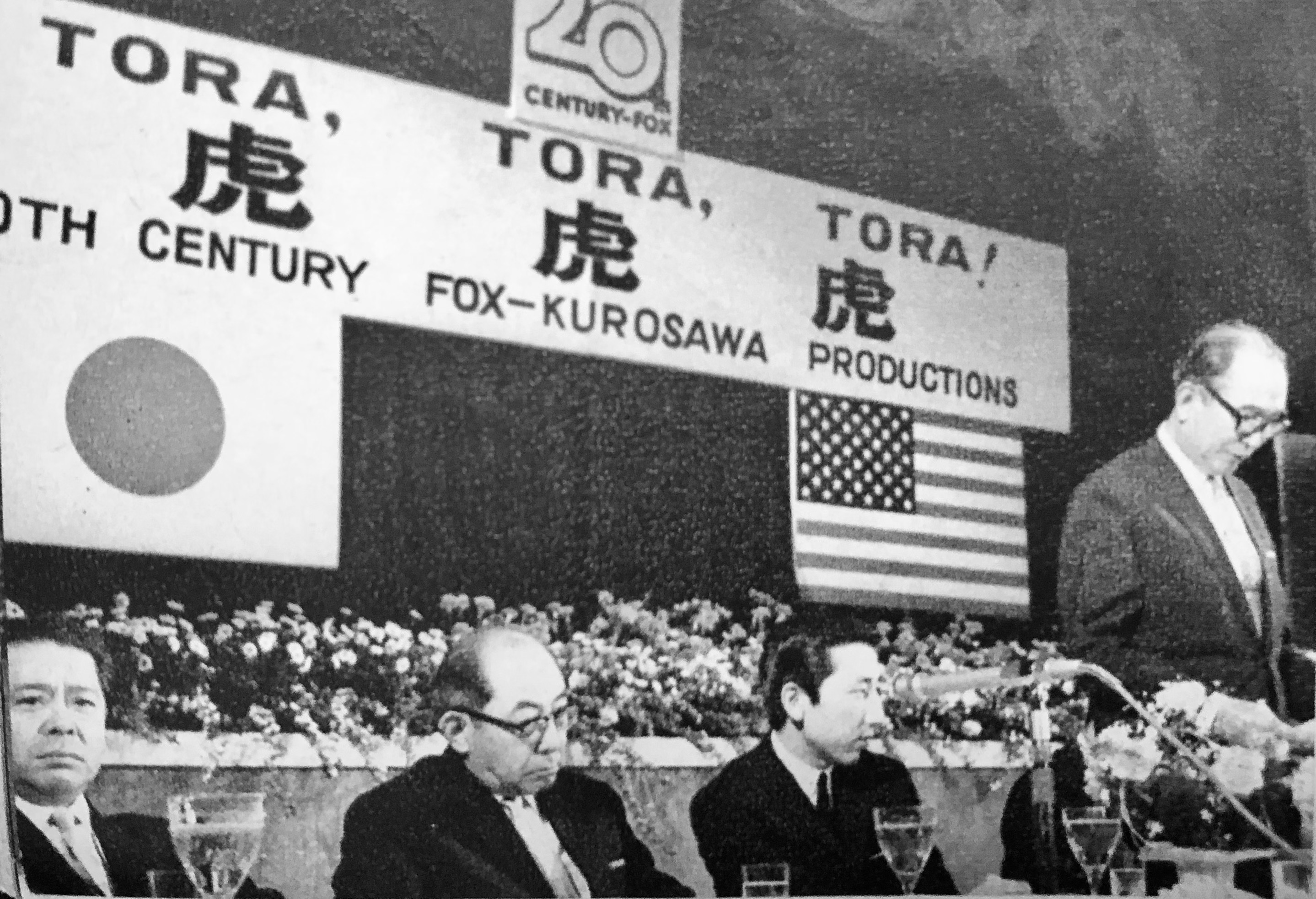
1967年4月28日、『トラ・トラ・トラ!』の製作発表が東京プリンスホテルの2階のマグノリア・ルームで行われた。左から菊島隆三、小国英雄、青柳哲郎、黒澤明。

20世紀フォックスは『史上最大の作戦』の成功を、撮影隊を各国のチームに分け、それぞれの国の視点で描かせたことで、3人の監督が客観性を有する結果を生んだことと分析した。本作もその方式が採用され、アメリカ側、日本側双方の場面を別々の監督に演出させ、別個に撮影して組み合わせる方針が決まった。本作は「日米合作」ではなく、あくまで20世紀フォックスが全額出資するアメリカ映画である。日米双方の演出を担当する2人の監督は、20世紀フォックスが任命する単なる雇われ監督であった。日本側シークエンスの監督に誰を起用するかという意見を求められたエルモは迷わず黒澤明の名をあげた。この話を聞いた当時の黒澤はそれほど乗り気でなかったというが、東宝の手を離れて黒澤プロダクション（以下黒澤プロ）を完全に独立させた直後という事情もあり、ハリウッドと組んで大作を撮るという話は渡りに船でもあった。黒澤も当時力をいれて進めていた『暴走機関車』の製作が一時中断になったことから『トラ・トラ・トラ!』の製作にのめりこんでいく。
1967年4月28日、東京プリンスホテルで製作発表があり、黒澤、エルモ・ウィリアムズ、源田實参院議員らが出席。エルモから製作スケジュールの説明があり、この時は撮影開始を1968年初め、1968年末に完成し、1969年初めに公開と発表された。つまりここから公開予定が1年半以上伸びたということになる。
1967年5月26日、アメリカ側の監督にドキュメンタリー映画出身で『ミクロの決死圏』『海底二万哩』などで知られるリチャード・フライシャーの起用が決定した。また配役についてスター中心主義をとらず、脇役を強力な俳優で固めるという方針で、6月からロケ地探しを始めると報道された。
日米開戦史を掘り起こすため、当時の関係者5人が技術顧問に迎えられた。軍事関係に源田實、外交関係・平沢和重、航空関係・園川亀郎、艦隊関係・渡辺安次、造船関係・福井静夫で、脚本作成に協力した。黒澤は膨大な資料を収集した上で、小国英雄、菊島隆三と共同で脚本を執筆し、1967年5月3日に準備稿『虎・虎・虎』を完成させた。脚本の初稿は当時のスタッフは戦時を知らないだろうという考えから、歴史的背景や説明が非常に多く、そのまま映画化すれば7時間を超える膨大な量で電話帳ぐらいの厚さがあったという。
また、黒澤の誘いで日本側シーンの音楽担当として武満徹も参加することとなった。
1967年7月にハワイでエルモ・黒澤・フライシャーらが一堂に会して製作のための話し合いを行ったが、黒澤はフライシャーを好まず、ほとんど成果を見なかった。結局プロデューサーのエルモが脚本の決定稿をまとめあげたが、黒澤は自分の脚本部分のカットが多かったことが気に入らなかった。ここで製作が行き詰るかに見えたが、社長のザナックが自ら来日して黒澤を訪ね、黒澤も訪米してザナックと会談を行ったことで状況は好転した。
アメリカでは撮影用に多くの軍用機が手配され、日本でも福岡県の芦屋町に航空母艦赤城と戦艦長門の巨大なオープンセットが製作されたことで製作は順調に進んだ。
一時製作が延期になっていたが1968年11月からの日本側撮影再開予定に伴い、1968年6月27日の毎日新聞夕刊に「日本側監督に東映の佐藤純弥が決まった。まだ7本目だがダイナミックな演出振りに白羽の矢が立った」と書かれ、この記事では佐藤は第2班監督ではなく、単に日本側の監督」と書かれている。佐藤がB班監督に抜擢された経緯は、佐藤のデビュー作『陸軍残虐物語』を気に入ったからと噂されるが、佐藤は「確かめたことはない」と話している。佐藤は山本五十六にも真珠湾攻撃にも興味はなく、黒澤と一緒に仕事ができるという理由だけでオファーを受け、東映と本数契約を交わしていたが、会社から「行ってこい」と言われ参加した。また「出演者は無名の一般人を起用する方針で、いま選考中。山本五十六役には応募者が殺到している」と書かれている。黒澤の「素人俳優を使う」という提案には20世紀フォックスも震撼した。黒澤は素人の元海軍軍人を使うことで、本物の威厳が出せると考えていた。当然ながら、それまでのようにはいかないだろうと予想されたアメリカの大作映画で、限られた時間の中でそんな無謀なことができるのか、映画関係者は疑問に感じた。20世紀フォックスは、黒澤は経済界に恩を売って、次回作を作ろうとしているのではと解釈していた。

#### 最初のキャスティング
1968年11月初め、1968年12月2日に東映京都撮影所（以下、東映京都）から撮影に入る等、概要が報じられた。なぜ、黒澤が勝手知ったる東宝撮影所でなく、東映京都を選んだのかをはっきり書かれた文献がないが、深作欣二は「詳しい内情は知らなくて聞いた話でしかないわけですけれど」と前置きした上で「比較的大きなステージがあったのと、東宝とのある種のもつれみたいな何かがあって、外で撮らざるを得なかったんですかね」と述べている。
製作スケジュールは1969年3月までに全編の半分強を占める日本側の部分を撮影し、その後、黒澤監督が渡米してアメリカ側の部分を撮影、暮れまでに完成して1970年1月公開の予定、アメリカ側からもリチャード・フライシャーら5人の監督が立つが、黒澤監督は総監督的な立場からその現場に立ち会う、20世紀フォックスのザナック社長も「これは黒澤作品だと全世界に言っている、アメリカ側は、国防省、国務省の協力も大変なもので、真珠湾内フォード島の全面的使用、格納庫の爆破、艦隊や航空機の移動などの協力にも快諾を得たと報じられ、ザナック社長も「製作費はどのくらいかかるか分からない」と話したといわれ、黒澤プロの日本側プロデューサー・青柳哲郎も「製作費はまだ正確に算出できない状態。とにかく『史上最大の作戦』や『クレオパトラ』以上のものになると思う」と話した。また黒澤の「スターを起用すると、どうしてもそのイメージが先行するという考えから、主要キャストに素人を起用することは日米双方で合意した基本方針と説明があり、「キャスティングは一年かかってようやく決定した。顔が似ているということが絶対条件だったわけではなく、中身からにじみ出てくるものが選考基準になった」などと黒澤は説明した。山本五十六役には高千穂交易の鍵谷武雄社長など、主要キャストの決定もこのとき報道された。俳優の出演者は青柳プロデューサーが"黒澤作品"という"錦の御旗"を看板に安く口説き、しかも3か月から4か月の拘束という悪条件を飲ませたといわれる。
1968年11月26日、20世紀フォックスと黒澤プロの共同製作になる『トラトラトラ』〔ママ〕の主要出演者決定披露の記者会見が東京ホテル・オークラで行われた。大きな話題を呼んだのが黒澤が山本五十六などの軍人役としてプロの俳優でなく演技の素人を大量に起用したことで、そのほとんどが財界人。黒澤の意向により、財界人中心の集まりである東京キワニスクラブに出演依頼の声がかかり、黒澤の面接を経て、海軍経験者を中心に会員十数名が選ばれた。主役の山本五十六には高千穂交易の鍵谷武雄社長、宇垣纏参謀長に前防衛事務次官・三輪良雄、黒島亀人参謀に彫刻の森美術館常務理事・牧田喜義、第六艦隊司令長官清水光美中将に東急国際ホテル常務・岩田幸彰、航空隊参謀長大西瀧治郎少将に日本短波放送常務・安藤審、山口多聞に北野建設社長・北野次登、福留繁に青木金属興業社長で日本陸連幹部・青木半治、伊藤整一軍令部次長に八千代製作所社長・南出他一郎、野村吉三郎駐米大使に長野放送専務・小幡康吉、来栖三郎全権大使に伊藤忠商事常務・片桐良雄、喜多長雄ハワイ総領事に東洋エチル常務・永井邦夫、木戸幸一内府に幸一の二男で国際弁護士の木戸孝彦、東郷茂徳外相に日本音楽著作権協会理事長・春日由三（平沢和重代理）などで、この会見で役者が演じると発表されたのは、源田實・山﨑努、南雲忠一・東野英治郎、三川軍一・藤田進、吉川猛夫・中村敦夫、近衛文麿・千田是也、東條英機・滝沢修、及川古志郎・島田正吾、松岡洋右・辰巳柳太郎ら。この日発表された全出演者が軍服で記者会見に臨んだ。源田實はこの会見に出席し、源田を演じる山崎努と握手を交わした。ザナックは二度目の来日で『史上最大の作戦』の成功で米国退役軍人会から贈られたという純白の将官衣装という人を喰ったような衣装で出席し、「太平洋をはさんで偉大な日本とアメリカ国民が、歴史上意義あるこの作品に寄せる関心の前に誇りを感じている。アメリカがパールハーバーを攻撃されたことはアメリカ国民は誰でも知っている。もう二十余年も前のことだが反響は大きく、原作が『リーダーズ・ダイジェスト』に載ったのはもう五年も前のことだが、近く一本になって出版されることでもその一端が理解されよう」と話した。また黒澤監督による配役決定経緯の説明もあったが詳細は不明。

#### 黒澤の降板
1968年12月2日、京都・太秦の東映京都撮影所で『トラ・トラ・トラ!』日本側シークエンスの撮影が開始された。先の記者会見は意気大いに上がったが、段々妙なことになった。撮影は最初の1週間は快調に進んだが、12月10日頃から黒澤の疲れが見え12月11日撮影休み。翌日再開され3日間撮影したが、黒澤の疲労が回復せず1週間撮影が中断。この直後、クランクインわずか3週間後の12月24日、20世紀フォックスのプロデューサー・エルモが「黒澤が極度のノイローゼのため、監督を辞退した」と発表した。実際は解任通知を黒澤に送った。20世紀フォックスは、リチャード・D・ザナック副社長を東京に出張させて黒澤と直接話し合って解決をしようと譲歩したが、黒澤プロの日本側プロデューサーで英語が堪能とされた青柳哲郎との連絡がマズく、不調に終わり全て打ち切られたといわれる。黒澤が1週間前から過労という理由で黒澤の病状について、主治医と京都大学医学部の計3人の医師から「これ以上仕事を続けるのはむり、長期療養の必要がある」と診断された。黒澤プロ宣伝主任・伊東弘祐は「これで黒澤監督は20世紀フォックスとの契約が切れたことになるが、今後の撮影は共同監督の佐藤純弥氏が12月28日から再開、黒澤プロも従来通り協力していく」と話した。年を越すとセットまで引き揚げ、出演者たちとも契約解除。黒澤は「どうしても撮影を続けたい」と20世紀フォックスのダリル・F・ザナック社長に直訴したが答えは「ノー」。1969年1月19日、黒澤プロの青柳プロデューサーら3人の取締役が辞表を提出し記者会見を開いた。青柳は「黒澤さんが強度の疲労と精神障害に陥り、医師の診断を求めたところ、4週間から8週間の入院加療を要するということだった」と説明した。アメリカの映画作りは26週と決まれば、それを日割りにし、日報を提出する徹底した合理主義で、黒澤は時間をかけて考え、ムードを盛り上げ、一気に撮る完全主義。これが拒否された。また編集権を黒澤が持つか、プロデューサーのエルモが持つかという対立もあったといわれる。
20世紀フォックスは、1969年1月1日付けで日本側の全スタッフの解散を決定。東映京都のセットは取り壊しが始まり、20世紀フォックス側の要望で、1968年12月30日に黒澤プロから口頭で再契約を申し入れられた85人のスタッフも『口頭だから契約は成立していない』という理由で一方的に契約を白紙に戻され、残務整理が始まった。1969年1月6日、黒澤プロのスタッフの手で、首相官邸、海軍省、戦艦長門の長官室の3つのセットが解体され、ライトその他の機材も借用先の宝塚映画撮影所に返却され、東映京都から本作関係の設備は全てなくなった。これを受け、日本編もアメリカに持ち帰って撮影する可能性が高くなったと報道された。
佐藤忠男は「詳しいことは分からないが、黒澤氏のハリウッドへの期待が大きすぎたのが随所で食い違い、心労のもとになったのではないか。それにしても20世紀フォックスは"世界のクロサワ"を表看板にしていただけにPR効果上、ちょっと困るんじゃないだろうか」と述べた。
この3週間の間、撮影はほとんど進まなかった。その原因として黒澤の異常なこだわりや精神不安定があげられる。下記がその例である。
- スタッフに作り直しや塗りなおしを命じる。当初艦内の長官室のセットはわざと使い古したように汚していたが、真珠湾攻撃時の参謀源田実が意見役としてこれを見たときに、長官室はすべてがピカピカだったと黒澤に意見した為であった。
- スタジオ内が危険だとしてヘルメット着用やガードマンの常駐を求める。
- 山本五十六役の俳優がスタジオ入りするたびにファンファーレの演奏とスタッフ全員に海軍式敬礼を求める[32]。
- カチンコの叩き方が悪いといって撮影助手をクビにする[33]。
- 海軍病院のシーンでカーテンの折りしわがあることに激怒して撮影中止にする。
- 黒澤が酒に酔った状態で何度もスタジオに現れたこと
- 黒澤が選んだ素人俳優たちが満足な演技を行えなかったこと。素人俳優には、実際の元海軍軍人、海軍兵学校（海兵）在籍者もいたが、そのひとりに向かって、海軍軍人の演技ができないとして、「貴様、それでも海兵か！」と黒澤が怒鳴ったことが、旧海軍軍人のあいだで問題になったこともあった。
- 更に20世紀フォックスに対して、撮影所の半分を買い取るようにふっかけたりと無理難題をおしつけた。

スタッフからの不満も常に耳に入っており、現場でも黒澤の状態を確認していたエルモだったが、なんとか黒澤をフォローしながら撮影を続けさせようとした。しかし撮影がほとんど進まなかったため、12月24日苦渋の決断を下し、黒澤に直接会ってその監督降板を伝えた。
「病気による降板」（黒澤の「病気」の問題は後に映画にかけられていた保険の支払いに関する争いにつながる）という形で行われた監督降板劇の真相はいまだに不明な点が多いが、黒澤と20世紀フォックスの間の契約に関する詳細な問題や、撮影方針の食い違い、黒澤が自らの権限に関しての認識が不十分だったことなどさまざまな問題が背景にあったとされている。また、黒澤自身が生前「僕には（軍隊体験、戦場体験がないので）戦争映画は撮れない。客席に弾が飛んでこない限り、あの恐ろしさは伝わらないだろう」と語っていたともいう。この降板劇の経緯から以後日本では、黒澤の「気難しい完全主義者」というイメージが強くなったとも言われる。
この降板と「病気」名目について、土屋嘉男が黒澤本人に聞いたところ、黒澤は真っ先に「山本五十六の長官室に時代劇に使う連判状があったんだよね。怒る方が当たり前だろう？」と情けなさそうに答え、「俺は、いつもの俺のやり方でやったんだよ。俺は病気でもなんでもなく元気だよ。君にはわかってもらえるけど、そんなことも解らない連中がウヨウヨ居るんだよね」と嘆いている。土屋はまた、「場所が京都東映だったのがいけなかった。東宝だったら慣れっこになっているので何の問題もなかったと思う。東映がいけないという事ではなく、黒澤さんのやる事成す事が一つ一つ奇異に見えたに違いない。当然のことである」と述べている。
さらに土屋は、「当時東映ではヤクザ映画を撮っており、本物のヤクザに偽物のヤクザが、撮影所内にウロウロしていた。黒澤さんの最も忌み嫌うヤクザ。そんな最悪の環境の中で、一段と自己を貫こうとしたに違いない。しかも、身内と思い込んでいた日本側の製作者等にも裏切られ、かつてない傷心を一人味わったことと思う」と黒澤に一定の理解を示している。東映京都は東宝スタジオに比べれば、レンタル料が安いこともあったが、黒澤自身に、当時「東宝でなくても仕事はできる」ということを公に見せたいという考えがあり、東宝からあえて離れようとしたしたことが悲劇の一因となってしまった。東映京都のスタッフとも上手くコミュニケーションは取れなかった。
当時東映と契約し、東映京都でヤクザ映画を撮っていた大木実は「ヤクザ映画を撮影している中で、黒澤さんが何とか海軍流の威厳を保とうとしていたことは、端から見ても気の毒なほどでした」と、同じく東映の俳優・唐沢民賢は「黒澤さんが撮影所に入って来られたとき、ヤクザ屋さんが門のところでタクシーを止めて『誰や？』。黒澤さん怒って帰ってしまいました」と証言している。
当初、吉田善吾海軍大臣を演じる予定だった宮口精二は、最初の撮影に参加し、すぐに撮影が中止されて、自宅で待機していたら、黒澤から電話があり「絶対に再開するから、待っていてくれ」などと涙声で1時間半以上電話を切らなかったと話している。「そんな電話なんて一度ももらったことなかった。こりゃあ、異常事態だと思ったね」などと証言している。
後任監督を引き受けた舛田利雄は黒澤降板の理由を「思想的なことだとか、金銭的なものだとか、そういうことではなく、メンタルな問題と聞いた」と述べている。同じく後任監督の深作欣二は「［黒澤さんは］きっと素人の演技が思ったようにうまくいかないんでキリキリしていたんだという話を、東映サイドで付いたプロデューサーに聞いたことがありました。「やくざ」のこともあってイライラが積み重なり、予定どおり進まないなかで、夜、突然セットの窓ガラスを木刀で叩き破っちゃったとか。そんなこんなでスケジュールも遅延して、向こうの心配したプロデューサーと話をするんだけど、［……］話をすればするほどこじれていったというような話を聞きましたね。（角カッコ引用者）」と述べている。東映プロデューサー・日下部五朗は「東映京都の正門前に赤絨毯を敷いて、毎朝、すでに扮装を済ませた軍人役の俳優たちがそこを通ってスタジオ入りするんです。山本五十六役が立派な車に乗って到着すると、門の脇に水兵の恰好をした男が『軍艦マーチ』をラッパで吹く。何とも荘厳で珍妙な騒ぎでしたね。ある朝、撮影所に行くと、窓ガラスが軒並み割られていまして、深夜、慣れない東映での撮影にストレスが昂じた黒澤さんが暴れてやった仕業と聞きました」などと話している。
押川義行は「このようなケースは欧米ではそう珍しいケースでもないが、日本映画界の国際的信用と"天皇"クロサワのメンツは今後どうなるかが問題だ。ハリウッドの内情に詳しい日本ユナイト映画宣伝総支配人・水野晴郎氏の説明によれば、アメリカ式契約は合理主義に徹していて、食事のカロリーのパーセンテージからトイレの個数や状態といったような日常生活の問題など細かく契約文書に書き込まれ、監督は演出者としてのパートを受け持つだけで編集に立ち会う権利もないのが普通という。『トラ・トラ・トラ!』の場合も決して例外ではなかったはずで、黒澤監督がこれに対してどこまで妥協しどこまで抵抗したのか、今後の為にもはっきりさせておかなければならない。『トラ・トラ・トラ!』の製作発表当時、20世紀フォックスは1969年度大作として『ハロー・ドーリー!』と他にジーン・ケリー演出作品を予定していたが、『ハロー・ドーリー!』がバーブラ・ストライサンドの前作『ファニー・ガール』の揉めごとで製作開始が遅れに遅れため、製作期間に関する契約上の厳しいシワ寄せが『トラ・トラ・トラ!』に集中したことは容易に察せられるし、黒澤監督の"完全主義"が例によって日数オーバーの危機をはらんだことも、20世紀フォックス側にとっては見逃せない重大事であったに違いない」などと評している。
1969年1月21日、黒澤が久しぶりに報道陣の前に現れ、赤坂プリンスホテルで記者会見。過度の疲労という理由で降ろされたとされる事情を説明した。「私が今まで口をきかなかったのは（1969年）1月9日に私の最終提案を電報でザナック社長に送り、その返事を待っていたためだ」と話し、最終提案とは日本側の撮影は経費も含めて私が責任を持ち、私の思い通りに撮影して、完成品を20世紀フォックスと協定で決めた時期までに渡すというもので、それに対する回答が中に入って頂いた人から1月20日夜遅くザナック社長の言として「もはやお力ぞえ出来ないような状態になった」という形で伝えられたので、「私としては手を引かざるを得ないし、演出を断念する覚悟もした」と説明。「今度の事件の最大の原因は、パンチカード式のアメリカ的撮影手法と、準備に費やした時間の分だけ一気に撮影する私の方式が食違い、さらに双方の意志の疎通が円滑を欠いていたことだったようだ。とくにクランクインしたのは、ワシントンの日本大使館、荻外荘での近衛首相と山本五十六の会談など、この映画のキーポイントになるシーンからで、特に慎重を期したのだが、アメリカ側はなぜ、こんな小さな場面にと納得がゆかなかったらしい。アメリカ映画の作り方と、日本に於ける私のやり方と食い違っていたことが今度の事件に発端だと思う」「解任通達の切っ掛けになった12月23日も、23、24日の両日に1シーンずつ撮るところを、23日にセットの手直しに費やし、24日は午前、午後に1シーンずつ撮って消化するつもりでいたところ、12月24日にホテルにエルモがやって来て、問題の通達を口頭で言い渡された」「撮影の仕方がアメリカ的にいかないということは、青柳プロデューサーに何回も伝えてくれと頼んでいたんですが、青柳はやらなかったようなことがたくさんありますね。契約書が分厚いんで、重要なことは指示したが、忙しくて見る時間がなかったのは事実です。こういうことになって『見せてくれ』と頼んで見せてくれないのは納得がいかない。エルモは『アメリカでもクロサワは病気だから演出をやめる』と発表したという。あの時点でひとりの映画作家・黒澤明を社会的にダメにしてしまった。とにかく、いつも僕の知らないところで決定され、運ばれていった」「撮影を2回休んだのは、あとの1週間は態勢を整えるために休んだもので、その1週間のうち4日は、セットが間に合わなかったり、広島ロケが中止になったりしたし、どっちにしても大半は休まなきゃならなかった」などと説明した。「疲れ果てた」とは言ったが元気で、ノイローゼや発作の噂については「今ならそういう診断がおりるだろう」と冗談も飛び出し、「夜、セットを見に行ったら誰もいないので、松江君にガラスを割ったら誰か起きてくるかも知れないと言ってやりました。僕もやり過ぎたようなことはありました」などと話した。「シロウト俳優の演技は予想以上の上出来で、これなら素晴らしい作品ができそうだと希望を持っていた矢先に一方的に静養・中止を告げられ残念で仕方ない。3年間あたためてきたこのイメージを捨てろ、といわれることは"死ね"ということと同じだ」と興奮気味に話した。当面は事後処理に当たり、黒澤プロの役員を辞任した青柳哲郎、菊島隆三、窪田貞弘のプロデューサー3名から契約書を渡してもらい、内容を検討するのが先決問題と話した。気違い扱いされたがどこも悪くないとの釈明に「黒沢プロの若手重役がフォックスと組んで演じたお粗末な内ゲバ」との論調も出た。今回の事件はプロデューサーの責任と権限の重大性が大きくクローズアップされた。
1969年2月16日に『まごころを君に』の宣伝と田宮二郎との合作打ち合わせのため来日したラルフ・ネルソン監督が記者会見で『トラ・トラ・トラ!』の黒澤問題にふれ、「最新情報では、フォックスは黒澤にもう一度やってもらいたいのだが、黒澤が『ウン』と言わないと聞いた」と話した。
『キネマ旬報』1969年5月上旬号に当時の白井佳夫『キネマ旬報』編集長が真相究明として調査した黒澤解任の事実という記事が掲載された。それによると黒澤の撮影中に20世紀フォックスの弁護士から正式な契約書が黒澤のもとに入り、黒澤が初めて見たところ、編集権について「世界配給プリントの最終編集はフォックスが行う」と書かれていたという。それは日本側の編集権は黒澤が持つが最終的に、いかなる編集も変更も、20世紀フォックスが単独に決定しうる独占的権限であった。つまり黒澤は下僕で、さらに黒澤を驚かせたのは、旧黒澤プロの青柳哲郎プロデューサーがシナリオの著作権を持っていることが判明したというものだった。
白井は後に、黒澤を「東宝撮影所とスタッフなしでは傑作が撮れない、限定条件付きの天才」と評し、「東宝には監督の意向を先読みして動ける気心の知れたスタッフやキャストがいたが、東映の京都撮影所に単身乗り込んだが進め方が異なり大混乱した。また黒澤にはかつては本木荘二郎のような台本も読め、ちゃんと意見も言え、黒澤に献身的に奔走する有能なプロデューサーがいたが、現場を知らない若いプロデューサーを信用したのが裏目に出た。この失敗が黒澤の限界を証明した」と評している。
そもそもはじまりの段階で、日米で認識のずれがあり、黒澤は総監督のつもりでいたが、20世紀フォックスはあくまでも日本側部分の演出の担当のつもりであった。

#### 黒澤降板後の監督人選
黒澤解任後の20世紀フォックス内部は動揺の連続だった。20世紀フォックス本社では、黒澤解任が伝わると「後任監督はケンジ・ミゾグチで」と既に故人になっている巨匠を指名してくるほど日本映画を知らず、黒澤を解任したのは1968年のクリスマスイブだが、元黒澤プロの青柳プロデューサーは、1968年12月26日からは黒澤を抜いた形で撮影を予定通り進めるつもりでいた。ところが黒澤解任に対する日本芸能界の反響が想像以上に大きく、20世紀フォックス本社内部では一時「日本での製作は断念しよう」という声が支配した時期があったという。しかしプロデューサーのエルモらが「日本で日本人の手によって撮影するのが最善の方法」と主張し最終的にはこれが支持されることになった。1969年2月12日製作面の最高責任者であるリチャード・D・ザナック20世紀フォックス副社長が来日し、エルモを交えてホテル・オークラを中心に会議が続けられ、1969年2月14日「一日も早く日本で撮影を再開する」という結論に達した。また元黒澤プロの青柳プロデューサーは本作から完全に手を引くことになり、日本での製作面は一切、エルモが采配を振ることに決定した。
この決定を受け、日本側の黒澤後任監督の人選を限られた時間の中で早急に行うこととなった。
その後、製作総指揮のダリル社長と息子のリチャード・ザナック、そしてエルモの3人で日本側シーン撮影に関する国際電話会談が行われたがダリル親子は当初エルモに日本側シーンの撮影を日本からハワイに移し、スタッフ・キャスト(日本側)はすべて現地の人間で編成し撮影することを提示してきたという。しかしエルモは当初の企画意図に反するこの案に反対し日本側シーンの撮影は後任の日本人監督を立て日本人スタッフ・キャストで引き続き撮影することを強く主張しダリル親子を説得、承認された。
まず日本側後任監督として20世紀フォックスからオファーを受けたのは『人間の條件』等で知られ海外の映画祭で数々のグランプリに輝いていた小林正樹であったが断られ、その後も市川崑、岡本喜八、中村登、映画『黒部の太陽』撮影中の熊井啓などにオファーしたものの「黒澤監督が降ろされた事情もはっきりとしないのに引き受けられない」とことごとく断られた。
舛田利雄は「黒澤さんを解任して、自分のところに監督オファーが来るまで、20世紀フォックスが話を持っていったのは、三船敏郎さんと市川崑さん」と述べており、20世紀フォックスが黒澤と舛田の間に話を持って行ったと当時の文献で確認できるのは、三船敏郎と市川崑だけである。
黒澤解任後、20世紀フォックスは最初に東宝から独立し自身を社長とする三船プロダクションを立ち上げた三船敏郎に話を持って行った。三船は1969年1月23日、三船プロ製作の『風林火山』の試写会後、帝国ホテルでの記者会見で『トラ・トラ・トラ！』問題について正式な説明を行った。内容は、20世紀フォックスの日本代表レオン・フェルダンから1月15日、正式に山本五十六役で出演を望まれた、これを受ける条件として20世紀フォックスと黒澤プロ及び黒澤監督の間のトラブルを完全に解決して欲しい、山本五十六役は三船個人として受ける気持ちはない、製作の全権を三船プロに任せるなら引き受けてもよい、と回答したと説明。この要求に対する20世紀フォックス側からの正式な返事はまだないと話した後、三船はエキサイトし語気も荒く「理由はどうであろうと、アメリカの映画会社から日本の一流監督を一方的に解雇されたことは、日本の映画界が国際的に恥をかいたということで黙っていられない。黒澤氏は契約問題については何も知らないと言っているが非常識すぎる。また黒澤プロの重役である青柳、菊島、窪田の3名が辞表を出したということだが、そんなことで責任を逃れられるものではない。徹底的に真相を追求し、日本の全映画人に謝罪をしてもらいたい。また今回の作品で黒澤監督が素人の人を俳優として起用したが、これはわれわれを含む全職業俳優に対する挑戦だ。プライドを持つ俳優なら今後黒澤映画に出るべきでない。真珠湾攻撃の問題をいいかげんな解釈のもとにアメリカ側で撮られたら困る。日本の真の姿を世界の人に知ってもらうよう、我々日本人と自覚において作るべきだ」などと捲し立てた。一部のメディアには「後任は三船で決定した」と書かれた。しかしこの後、三船は先の2つの条件以外に「演出を黒澤監督にしたい」と加えたため、20世紀フォックスが一度解任した黒澤を再び起用することは考えられず、三船起用の線は消えた。この三船発言は黒澤批判と取られ、「三船敏郎の舌渦事件」として大騒ぎとなったため、慌てた三船はすぐに黒澤を訪ね誤解を解き、「再起第一作を是非。明日からでもOKです」と申し入れ黒澤を喜ばせた。
当時東宝で三船プロの窓口だった田中寿一は「エルモ・ウィリアムズが三船プロに来たのは、世間では黒澤解任事件の後だと言われていますが、実はその前だったんです。黒澤は『エルモの話は止めようよ』と言って忌避するほどエルモが大嫌いで（1968年の）クリスマスイブに京都ホテルで解任の通達を伝え、黒澤に引導を渡したのもエルモだったんですが、その後、三船社長の所に来て『山本五十六役で出てくれないか?』と頼み込んだんです。でも実際はそれよりずっと前、『トラ・トラ・トラ!』を製作しようとする一等最初に、エルモは社長の自宅まで来て、山本五十六役をオファーしたのです。その時は私も同席しました。エルモは『キャスティングも製作も三船プロでやってくれるか』と言うので、社長は『分かった』とうなずいた後に『但し、条件がある』と言って『監督に黒澤さんを起用してくれ』と言ったんです。社長は黒澤さんの仕事が途絶えていることを心配してたんです。またこれを機会に、黒澤さんとの仕事を復活させたいと願っていたわけです。しかしどこでどう間違えたのか、黒澤さんは間をすっ飛ばして、即監督を引き受けて、シナリオまで書いちゃった。さらに素人まで使うという話を社長が聞いた瞬間、『バカめ！』と言いました。それで話が三船プロに戻って来たときも社長は『黒澤さんが監督をやらなければ、自分はやる気はない』と断ったわけです」などと証言している。
因みに三船は黒澤監督降板前後に東宝が製作していた戦争大作企画「8・15シリーズ」の第2作『連合艦隊司令長官 山本五十六』（丸山誠治監督作品）で山本五十六長官役で主演。その後、本作『トラ・トラ・トラ！』が完成し日本公開されたのと同時期に公開された「8・15シリーズ」第4作『激動の昭和史 軍閥』（堀川弘通監督作品）でも同じく山本長官を演じている。なお、この作品にも当作で山本長官を演じている山村聡は米内光政役で特別出演している。
市川崑は「（1969年）2月11日にエルモに会ってお互いの条件を話し合ったが、監督を引き受けるかどうかまだ決めていない」と話し、1969年2月15日、「黒澤さんに対する道義的な気持ちとスケジュールの調整困難」などの理由で20世紀フォックス側に辞退を伝えた。当時の文献には市川崑と舛田利雄の共同演出の構想があったことが確認できる。
黒澤監督の降板後、それまで日本側シーン撮影に参加していたスタッフは後任監督が決定するまでの間、撮影スタジオの東映京都撮影所に留まっている者もいたがメインスタッフだった黒澤組のスタッフや助監督らは既に芦屋に建造されていた戦艦・長門と空母・赤城の原寸大オープンセットやスタジオセットを準備していた村木与四郎、近藤司率いる美術スタッフらを除いてほとんど降板した。
また、企画段階から参加し音楽担当で作曲作業を進めていた武満徹も降板している。
黒澤が意欲的に抜擢した素人俳優たちは黒澤降板後に解雇され、源田実中佐役で出演予定だった山﨑努をはじめとする職業俳優出演者の一部も降板した。

### 舛田利雄・深作欣二の登板
1969年2月18日、20世紀フォックスのダリル・F・ザナック社長、世界広域製作本部長・リチャード・D・ザナック副社長の連名で「舛田利雄・深作欣二が正式に決定、1969年3月3日から撮影を再開する」と正式に発表された。記者会見はされず、エルモの名で書面がマスメディアに送られ、20世紀フォックスと黒澤監督ならびに黒澤プロとのあらゆる関係は解消された等の説明が書かれてあった。実際はまだこの時点では舛田の監督は決定しておらず、エルモが駆け回り1969年2月29日、日活でアクション映画の旗手として活躍していたベテラン監督の舛田と交渉を持ち、1969年3月3日、20世紀フォックスは舛田と正式の契約書を取り交わした。2月17日に既に正式に舛田の監督が決定したと報道するものもあり、2月18日の早朝から舛田はエルモや高木雅行アシスタント・プロデューサーが主として配役について打ち合わせし、その合間にマスメディアの取材に応じ、「シナリオは黒澤さんが日本人の心をビシッと描き抜いて完璧だ。私自身はアクションが得意なのでその特技をこの作品に活かしたい。共同演出はあと、2、3日で正式に決まる。決定権はすべてエルモ氏にあるのでそれ以上は分からない。キャスティングは1週間以内に決める。撮影・編集とも監督がやる日本の映画界育ちとしては編集権がないのは気になるが、しかし今さら条件を出してもムダだと思う。黒澤監督にはある人を通じて2日ほど前に『お会いしてお許しをいただきたい』と伝えてもらったが断られた。私自身は誰であれ日本人の手で完成すべきだと思い引き継いだので、これは分かっていただきたい」「この作品を日本人が分担して完成させることは、今までともすると国辱的な合作映画が多かっただけに大きな意味があると思う」などと話した。また共同演出には深作欣二が内定したと1969年2月19日に報じられた。深作は「演出の話は受けているがまだ正式決定を見たわけではない」と話した。
20世紀フォックスが舛田を選んだのは、舛田自身は「20世紀フォックス製作の『素晴らしきヒコーキ野郎』に石原裕次郎が出演する際に、私が監督をした『赤いハンカチ』を参考試写で見たからだと思う」と話してる。また舛田は1968年12月に黒澤の解任が検討されていた頃、20世紀フォックスから「東映京都に来てすぐに撮ってくれ」と連絡があったが、まだ黒澤の降板が発表されてない時期できっぱり断った。20世紀フォックスから「今後、連絡するから、他の仕事を請け負わないで待っていてくれと言われていた」と話している。
三船と市川に断られた後、監督オファーを受けた舛田は「黒澤さんのためにも、この映画をお手伝いしようという気持ちと、ハリウッド映画からのオファーという理由で引き受けることにした」と述べている。大作を全部一人で撮りきれないと20世紀フォックスに話すと、20世紀フォックスから「もう一人、誰かお前が一番やりやすい監督を立てろ」と言われその人選を一任された。大作を若輩がトップで受けるのはおこがましいと考えた舛田は、ちゃんとした人に自分の上に立ってほしいと考え、松竹の野村芳太郎と大映の三隅研次（三隅は舛田との面識は無かった）に共同監督の要請をしたが両人とも別の撮影が入っているとの理由で断られた。やむなく自分がメインでやろうと決意し、以前パーティーで顔を合わせていた東映のアクション映画の旗手、深作欣二に電話を掛け協力を要請。エルモから「深作の映画が見たい」と言われたため、東映の岡田茂製作本部長に頼み、深作のフィルムを2本借りて、20世紀フォックスがそれを参考試写し、深作の共同監督を有力候補に挙げた。深作は『トラ・トラ・トラ！』にあまり関心がなく、軍隊経験もなく、戦争映画も撮った経験もないため、気は進まなかったが舛田に熱心に口説かれ承諾した。
1969年2月17日、エルモが銀座の東映本社を訪れ、岡田茂東映製作本部長と二者会談を持ち、エルモが「（1969年）3月3日から撮影を再開したい。監督については舛田利雄をチーフに、深作欣二監督をスクリーン・プロセスの監督に起用したい」と深作の貸し出しを正式に申し入れ、合わせて（再度）東映京都撮影所のスタジオ借用も申し入れた。岡田は「スタジオ、深作監督の2点とも、東映としてはできる限りの協力は惜しまない」と承諾し、深作の起用が正式に決定した。20世紀フォックスから後に1969年3月24日から4月11日まで、東映京都の4ステージを借用したい旨の正式な申し入れがありこれも承諾した。監督の正式決定は舛田より深作の方が早い。これを受け、深作は同じ日の夜、虎ノ門のホテルオークラにエルモを訪ねて具体的な打ち合わせに入った。深作の担当する部分は黒澤が重要な部分として約40日間のスケジュールを組んでいた箇所で、カット数は50を越える部分。佐藤純弥は黒澤プロとの契約だったため、ギャラ300万円だったが、撮影再開後は20世紀フォックスとの直接契約となったため、深作のギャラは佐藤の4倍で、そのギャラでスカイラインの新車を買い、『軍旗はためく下に』の元金に使ったという。
当時、舛田は日活と専属契約（1969年5月まで）、深作は東映と専属の本数契約を結んでおり、監督同士で勝手に日活や東映作品でもない映画の監督は決められない。

#### 日本側キャスティング
20世紀フォックスは、黒澤プロと契約した出演者は白紙に帰ったと判断し、監督の人選と並行して職業俳優の中から選ぶという前提条件で秘かに人選を進めた。日本側出演者は黒澤監督が決めた中から、職業俳優の起用が決定していた者は残留を希望したケースに限り、再起用が検討された。黒澤が決めた素人俳優は全員役を降ろし、あらためてプロの俳優たちを起用することになった。それまで"黒澤作品"だからという理由で製作陣のギャラは『007は二度死ぬ』日本ロケの五分の一に抑えられ、俳優についても相当安いギャラと条件を飲まされていたが、黒澤作品でなくなったことで、ギャラは普通に要求され、俳優へのギャラは当初の倍になるだろうと20世紀フォックスは予想した。
20世紀フォックスは、山本五十六長官役に最初は辰巳柳太郎を挙げたが、明治座の4月公演があり出演は不能。次に芦田伸介に交渉したが、こちらもスケジュールの都合がつかず出演を辞退。続いて山村聡が有力候補に絞られ、1969年2月24日、山村の横浜の自宅に舛田監督と高木プロデューサーが訪問し出演を申し入れ、翌2月25日にエルモが山村とホテルオークラで会い、「出演日程を調整する」とこれまでにない譲歩を見せた。当時、山村は本作の撮影場所の一つでもある東映京都で、東映制作の連続時代劇ドラマ『あゝ忠臣蔵』で大石内蔵助役で出演が決定し、1969年3月頃から『あゝ忠臣蔵』での山村の出番が増えると予想されたことから、スケジュール的には厳しいと予想された。しかし山村は『トラ・トラ・トラ!』の台本を読み「日本側に忠実に書いてあり、国辱的でもなく役柄に不満はない」と出演に意欲を燃やし、「どうしても出演したい」と東映と相談し『トラ・トラ・トラ!』の出演を承諾した。山村は専用のかつらを装着し『あゝ忠臣蔵』と同時並行で撮影に臨んだ。山村が山本五十六に扮して長門のオープンセットの甲板に立ったのは1969年3月5日。
山村の起用については掛け持ち出演であり、日本側では珍しくないもののハリウッドでは契約関係等でご法度ということになるため舛田が20世紀フォックス側を説得した。
源田実中佐役は降板した山﨑努の後、田宮二郎を候補に交渉を続けた。田宮に正式に出演オファーがあったのは、米国のエージェントCMAと契約のため田宮がラルフ・ネルソン監督と渡米する直前で、ネルソンが田宮のマネージャーとして応対に当たり、出演料1週間260万円（3週間出演）、タイトルの序列は、日本側スターでは山本五十六に次ぎ、メーキャップ要員など2人を付けるなどの条件を付けたが、これが悪印象を与えて話が流れ、1969年2月25日、正式に三橋達也に交代した。三橋も出演オファーの話を聞いた際、黒澤監督との関係もあり困惑したが知人から「あの事件のことは君には一切関係ない」と言われ出演を快諾した。また黒島亀人先任参謀役には中村俊一が決まった。
その他、黒澤監督時はキャスティングが決定していなかった真珠湾攻撃時の飛行隊長淵田美津雄中佐役は1969年2月24日、田村高廣に決定。
山村と田村は鹿島建設の出資、東映配給による超大作映画『超高層のあけぼの』にそれぞれ出演が決定し、田村は第一部の主役だったが、『トラ・トラ・トラ！』との掛け持ちは不可能の理由で突如降板した。
南雲忠一海軍中将役の東野英治郎、三川軍一海軍中将役（完成作品では山口多聞海軍少将役に変更）の藤田進は引き続き新体制後の現場に参加した。
また近衛公爵役の千田是也、駐米大使館書記官役の久米明らも新体制後も撮影を続けたが、黒澤組の撮影したシーンはすべて撮り直された。

### アメリカ側撮影
アメリカ側の撮影は1968年6月、オアフ島ホノルルロケから開始され、真珠湾攻撃撮影シーンの本番に備え、1968年11月から真珠湾フォード島を拠点にリハーサルが始まり、日本側の撮影が中断中も猛特訓が繰り返された。真珠湾攻撃を再現するためで、陸海空三軍の現役、予備役、民間航空関係者のパイロット経験者から希望者を選抜したが、ジェット機の経験者が多く、クラシックプレーンの操作にまごつき、訓練中、2人死亡者を出した。零戦12機を含む計30機は米軍の戦時中の軍用機を改造したものをハワイに運び込んだ（詳細は後述）。1968年12月7日に野村吉三郎駐米大使がコーデル・ハル国務長官と会うシーンのワシントンロケがあり、1969年3月以降、カリフォルニア州サンディエゴで航空シーン、ハリウッドでミニチュアによる特撮などを行い、1969年6月4日クランクアップを予定した。

### 日本側撮影の再開
ようやく軌道にのり、エルモから20世紀フォックス日本支社にその後の経緯、現製作状況の報告があったのは1969年3月4日。記者会見も行われ、エルモがマスメディアの前に姿を現したのは2か月半ぶり。エルモから「フォックスとして、金と時間と労力と人間をつぎ込んだ大作である」と強調し、「日本側の撮影は全く日本人スタッフ、俳優に一任し、舛田監督に対してもこちらからは全く制約なしで自由に撮ってもらう」「シナリオは菊島、小国、黒澤、メッチ・リンデン（アメリカ側）の書いた当初のシナリオをそのまま使う。このシナリオは日米両政府の承認を得ている」などの説明があった。この会見で"黒澤解任"の真相の見解を正す質問が出たが、エルモはこの問題を避けたがり、記者から食い下がられたため、やむなく「黒澤が病気かどうかは、診断書という文書で判断するより仕方がなかった。黒澤プロとの間には未処理の問題がたまっており、解決には4か月はかかる」と話しただけで、それ以上は触れようとしなかった。黒澤を監督に抜擢したのはエルモとされ、その後の雑談の中で、「この問題はあくまで黒澤監督と青柳プロデューサーとの間のトラブルという日本人同士の問題であり、黒澤監督が本作から離れたことはフォックスとしては大変残念だ」と話した。またアメリカ側の撮影は順調に進んでおり、本日サンプルをお目にかけたいと、同所の試写室で日本のマスメディアにラッシュを見せた。内容はアメリカで宣伝用にTV放映予定の約20分の短編と、他のラッシュフィルムで、いずれも真珠湾攻撃のシーン。日本軍の奇襲を受け、駆逐艦が火災を起こし甲板に火が燃え上がりスタントマンが活躍するシーンや、真っ暗な海上に浮かぶ空母ヨークタウン(CV-10)を衣替えした赤城（後述）から発艦する改造した零戦などを映したもので重量感のある美しく壮麗な内容。東宝の特撮映画やプラモデルとは桁が違う迫力。テスト風景の音が入っていないため、エルモから説明を受けながらラッシュを見た。メージャー洋画会社がこのようなことをしたのは初めてで、黒澤解任以来、ケチの付きかけた作品のイメージアップを狙ったアメリカ側のデモンストレーションであった。当時の記者は子どもの頃、弁士付きで松之助映画を観ていた世代もいたため、エルモの説明付き映画は何とも妙な気分にさせられた。この他、源田實氏が元海軍将校を集めてテクニカル・アドバイザーを結成し協力してくれているので日本篇は立派なものが出来ると信じている、舛田利雄、深作欣二両監督と契約書に調印が終わったこと、山村聡、三橋達也、田村高廣、東野英治郎、藤田進、浜田寅彦、野々村潔、十朱久雄、龍崎一郎の出演が決定したこと、準備が整ったので自身（エルモ）はアメリカに帰り、あとはオットー・ラングが引き継ぐなどの説明があった。
こうして舛田利雄と深作欣二が後任監督に決定し両監督を中心に日本側撮影が再開されることとなった。台本は黒澤らが執筆したものが使われ、舛田や深作もその通り撮ったが、アメリカ側が大幅にカットした（黒澤の強い要望から製作会社との協定が結ばれ、本編では一切黒澤の名前がクレジットに出なかった）。黒澤組としてプロジェクトに参加していたスタッフのうち、再び参加が可能な人たちには参加をお願いし、日本側撮影のメインカメラマンは慣れない東映スタッフとの仕事ということもあり舛田たっての希望で日活の姫田真佐久が参加した。今後の九州、京都、大阪での撮影は取材を拒否する方針との表明があった。このため以降の撮影を取材した記事はほとんど見られない。
撮影再開は1969年3月3日。1968年のクリスマスイブから70日ぶりの撮影再開。深作はB班監督ではなく、時間がないので2班に分かれ共同で撮り分けられた。ベテランの舛田は主に東映京都におけるセット撮影と芦屋の戦艦・長門、空母・赤城の原寸大オープンセットでの撮影部分を担当し、深作は主にフロントプロジェクションによる特撮合成が必要になる零戦のコクピット内のシーンの撮影を担当した。
福岡県芦屋海岸でのロケは悪天候にたたられ、予定より2週間近く撮影が遅れ、1969年4月5日ロケ終了。1969年4月9日、東映京都撮影所でスタジオ撮影に入った。東映京都での撮影は1968年12月に黒澤が解任されて以来4か月半ぶり。スタジオは東映京都と当時閉鎖されていた松竹京都撮影所が使われた。フィルムは使い放題で、舛田が7万フィート、深作が3万フィートの合計10万フィート、上映時間にして17時間にもなるフィルムを回した。
深作が担当する特撮部分の撮影は東映京都でなく大阪国際見本市会場2号館の巨大な倉庫を使って秘密裡に撮影された。肝心のフロントプロジェクションは、機材をハリウッドからわざわざ取り寄せたものの故障が多く、撮影は困難を極めたため、クランクアップ後も深作自身は大変悔いを残す結果となった。同所での撮影は1969年3月から4月2日まで。
こうしたスタッフ・キャスト新体制の下、日本側撮影は無事クランクアップ。1969年5月20日に日本側スタッフは解散し、日本側の撮影したフィルムはアメリカに送られた。

### 再現された日本海軍機動部隊と航空機

#### 航空機

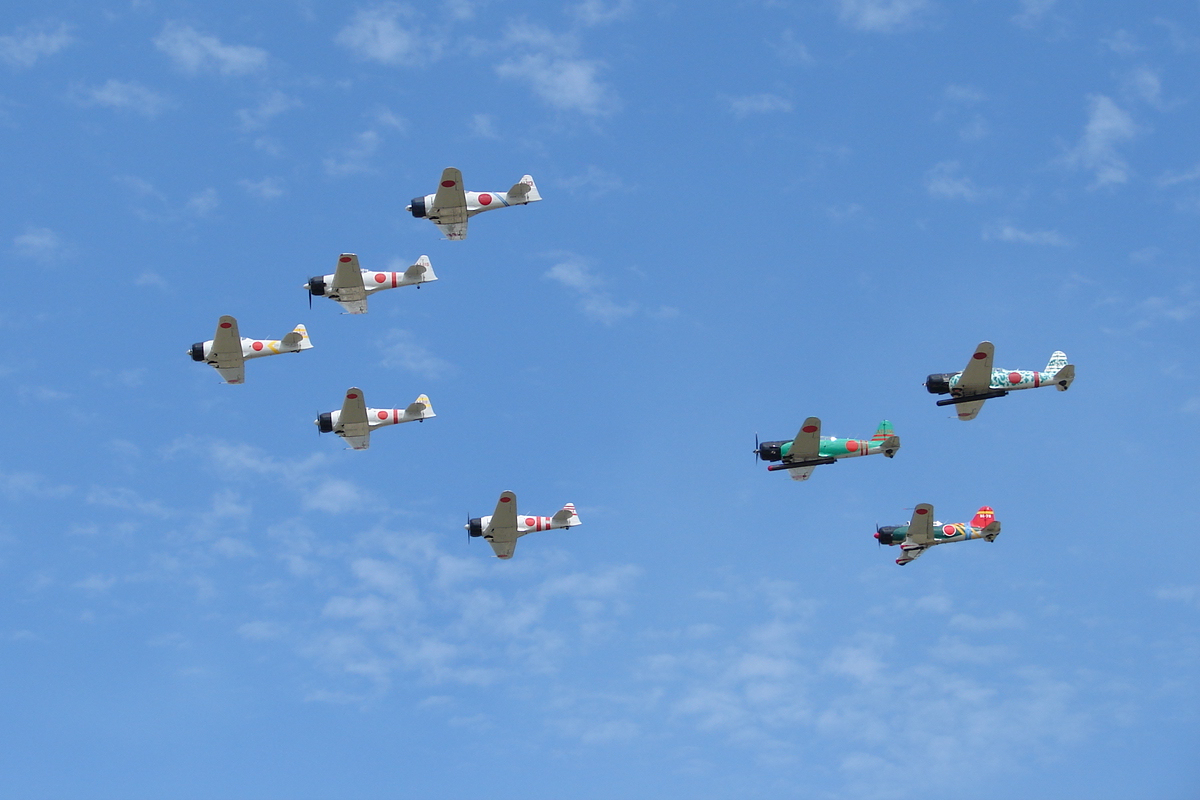
本作のために製作された改造日本海軍艦上機群
2013年にウィスコンシン州で開催されたエアショーの際の撮影

本作撮影のため、米国製練習機のT-6 テキサンやバルティBT-13を改造し、旧日本海軍の航空機が飛行可能な実機として再現された。機種は零式艦上戦闘機、九九式艦上爆撃機、九七式艦上攻撃機で、特に九七式艦上攻撃機はT-6とBT-13をつなぎ合わせて製作されるという念の入れようであった。日本機とは外観の大きく異なる米国機の中から、なるべくシルエットの似た機体を選び、更に現存する実機を大量に調達した上で、飛行に支障が出ない範囲内で大改造を施し、出来る限り“本物”に似せようと工夫を重ねたスタッフの努力は高く評価されている。こうして再現された日本海軍の航空機には多くの米国人スタントパイロットが“日本海軍パイロット”に扮して乗り込み、危険な超低空飛行や空中戦などのアクロバットを繰り返して、迫力あるシーンを造り上げた。
これらにより、夜明けの空に発艦していく攻撃隊のシーンや真珠湾に向かう編隊飛行、並びにクライマックスの攻撃シーンなどの映像が描き出された。また、墜落していく戦闘機など実写では撮影困難な一部のシーンや、荒波の中を進む機動部隊はミニチュアによる特撮である。
この映画で再現された日本海軍機は、その作りこみにより、現存する実機を除けば日本海軍機に似ている飛行可能な機体であるため、後に作られた多くの戦争映画や欧米の航空ショーにも動員され、日本軍機役で現在も活躍している（本作の“テキサン・ゼロ”は後に『ファイナル・カウントダウン』に再び真珠湾攻撃部隊として登場する。零戦と違い、九九艦爆と九七艦攻は飛行可能な現存機がないため、後年の『パール・ハーバー』にも再び出演している）。
対する米軍側の軍用機の多くは、実際の戦闘に参加した機体と異なる型式があるものの、当時残っていた飛行可能な機体が各地から集められて実際に飛行シーンや戦闘シーンが撮影されている。日本機の空襲により地上で破壊される機体には、実物大セットの他にかき集められた中にあった飛行不可能なスクラップも使用され、撮影用のセットやミニチュアとは一線を画すリアリティを与えている（シーンによってはセットやミニチュアも使用されている）。中でも、編隊飛行のため多数を要したB-17は、森林消火に使われていた機体なども駆り出されて、そのうち一機は一発勝負である片脚着陸のスタントシーンもこなしている。

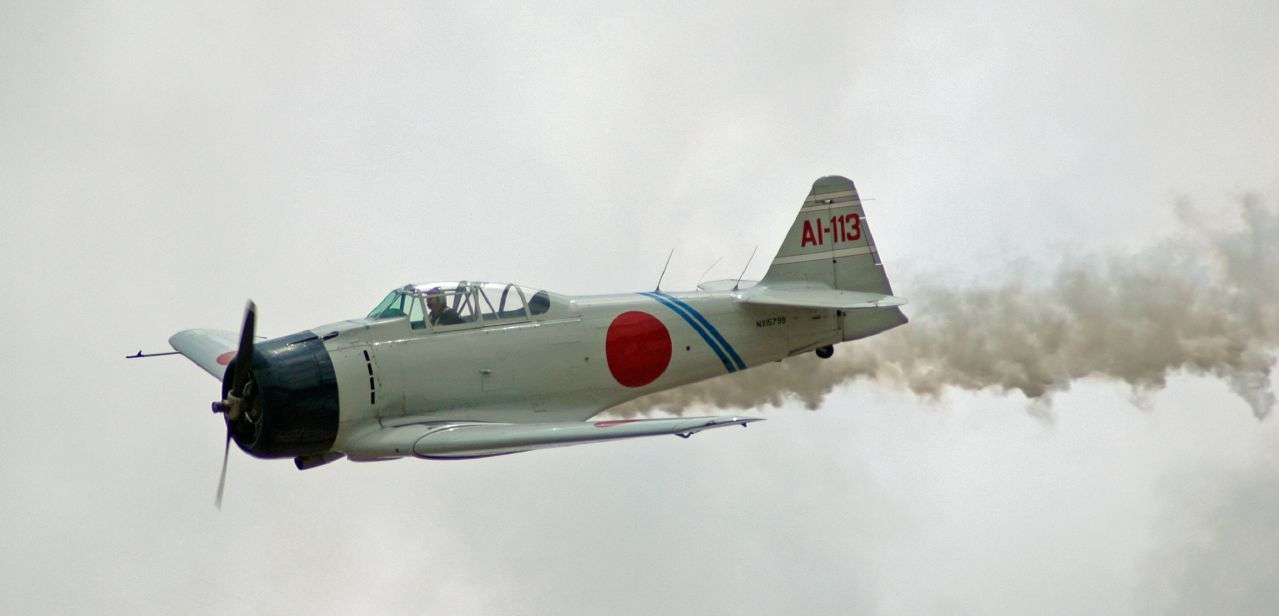
T-6 テキサン改造の零式艦上戦闘機『テキサン・ゼロ』（2007年撮影）
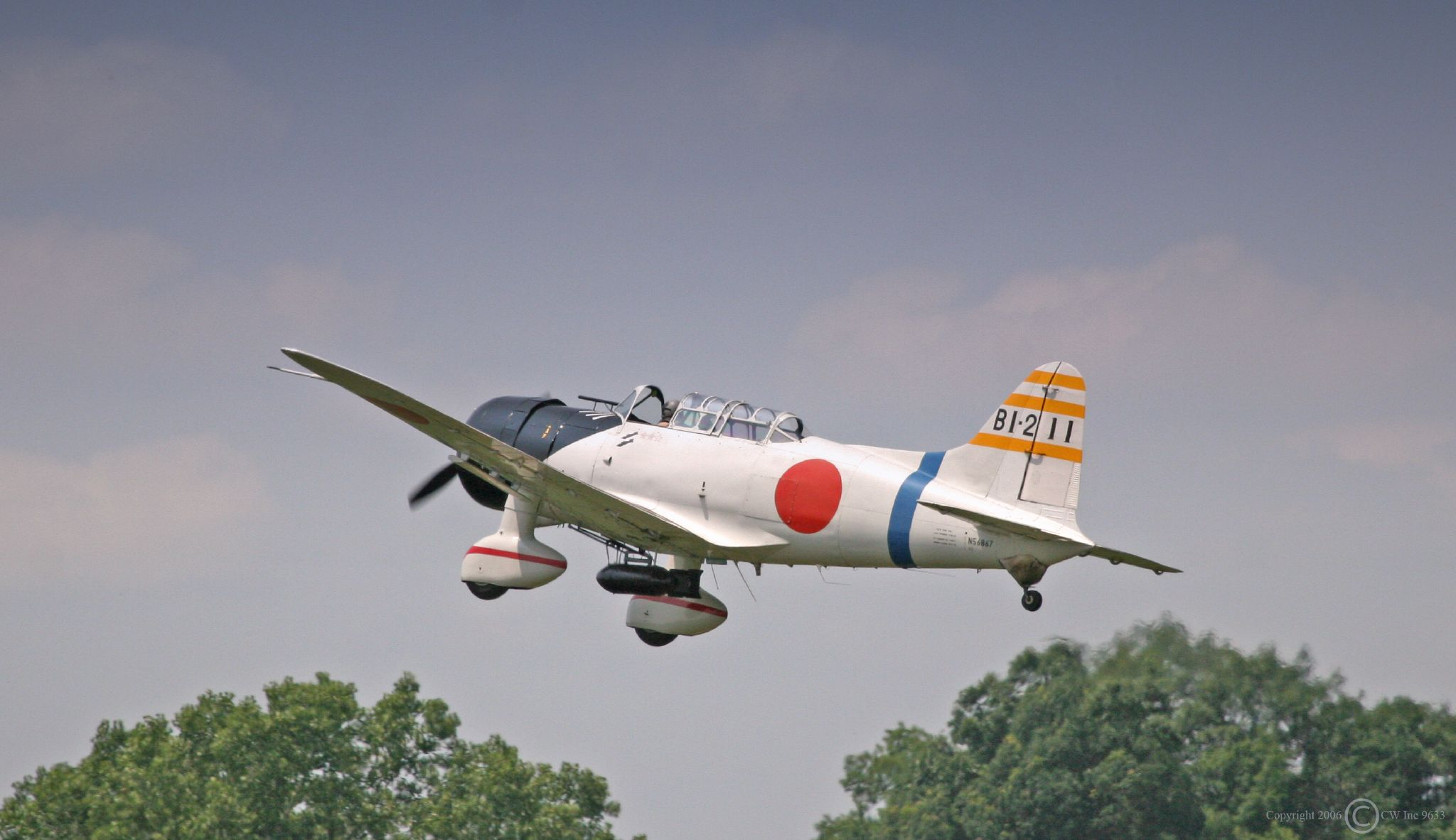
バルティBT-13改造の九九式艦上爆撃機（2006年撮影）
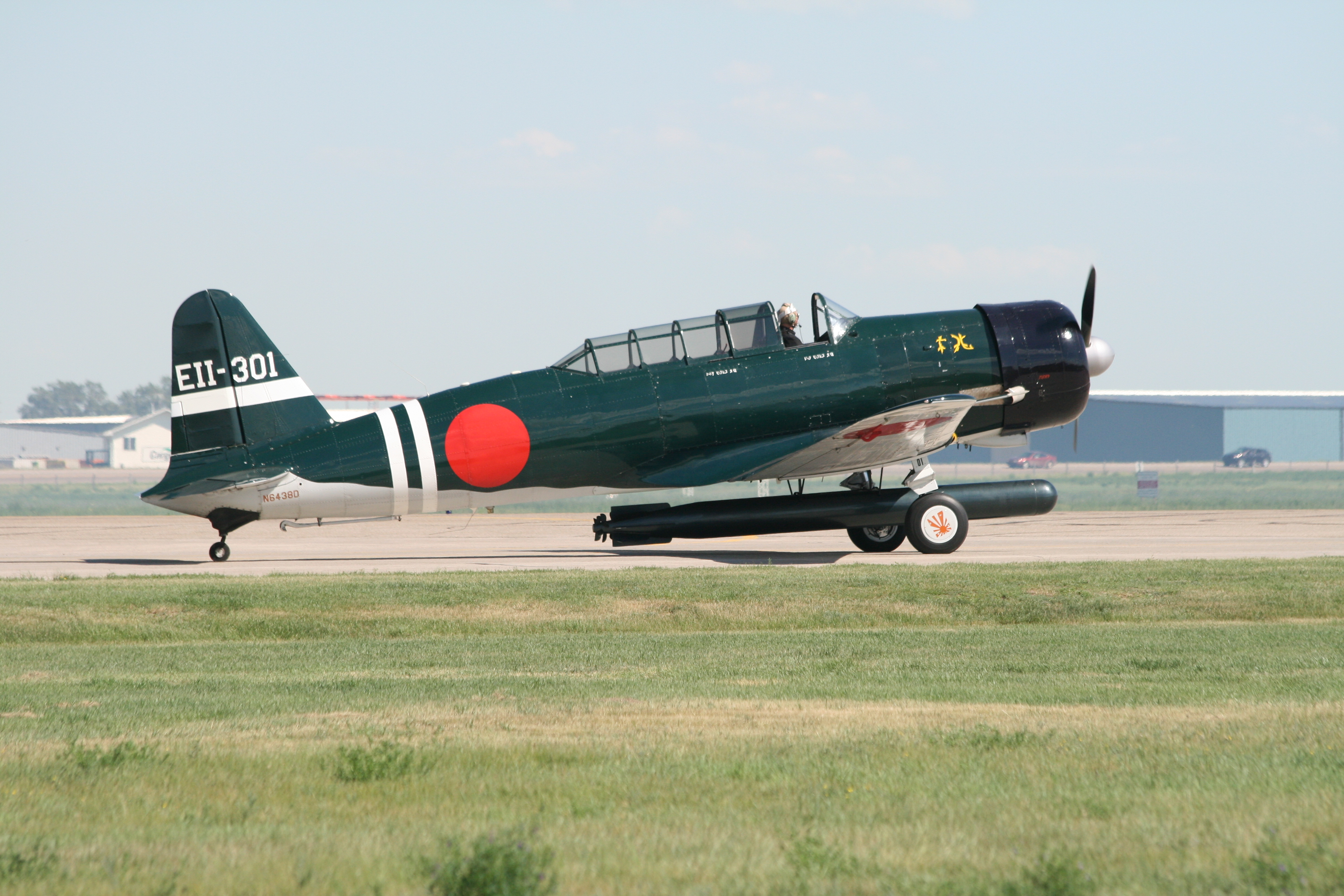
T-6とBT-13より製作された九七式艦上攻撃機（2008年撮影）
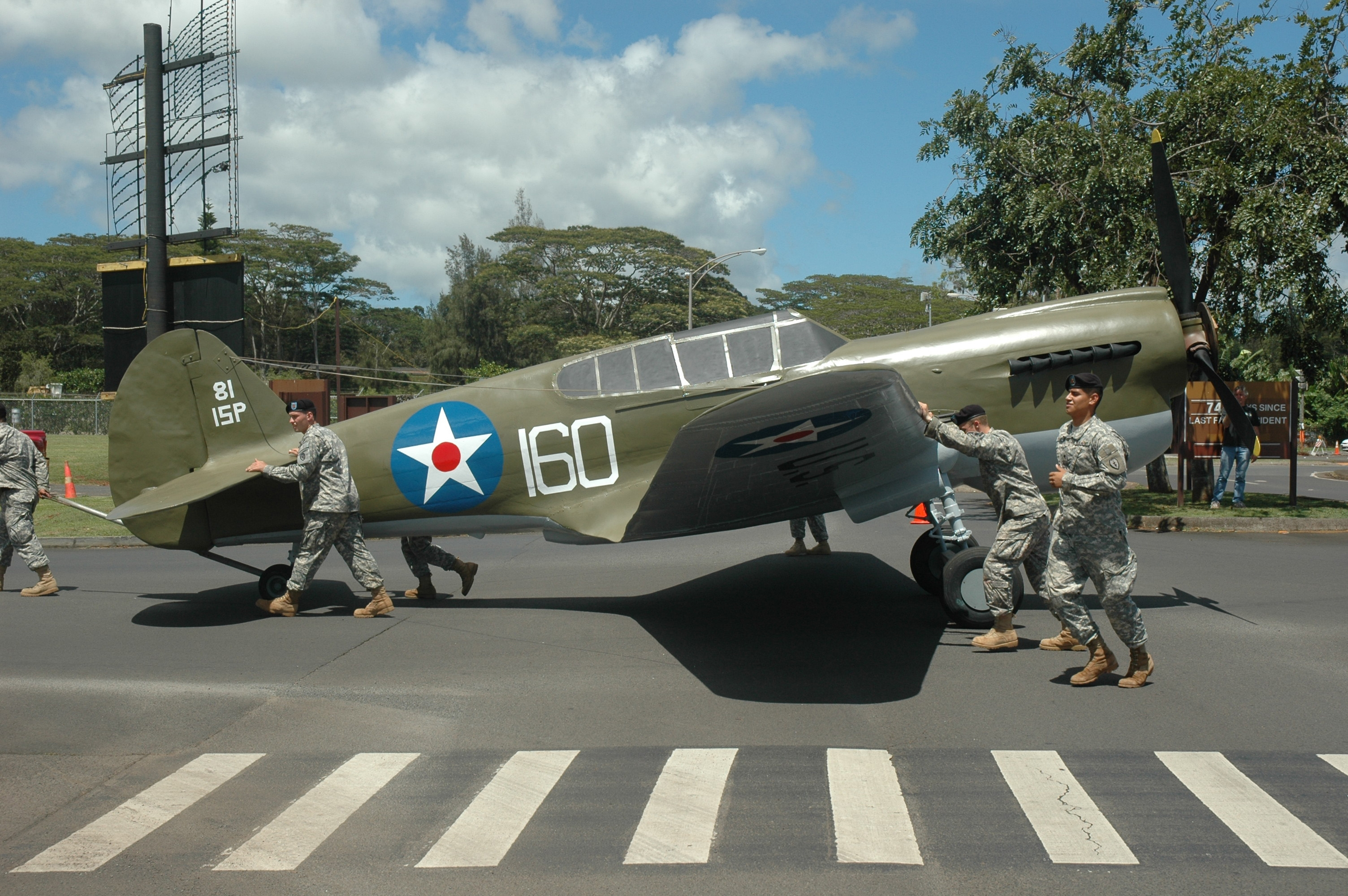
ホイラー飛行場空襲のシーンの撮影に用いられたP-40のプロップ（2008年撮影）

#### 艦船
日本側の航空母艦の登場シーンの撮影には、実際のアメリカ海軍空母であるヨークタウン(CV-10)が使われた。そのため、この映画では航空母艦赤城の艦橋が右舷にある。攻撃隊発進を俯瞰でとらえたシーンでは左舷にあるアングルドデッキが確認でき、撮影に使われている艦が戦後型に改装された米海軍空母であることがわかる。
日本海軍機動部隊の艦艇や真珠湾で攻撃されるアメリカ海軍艦艇はミニチュアが作られたが、両国の戦艦である、長門とネヴァダはほぼ実物大のオープンセットが組まれ、迫力ある画づくりに成功している。当時、長門や赤城のセットが作られた福岡県芦屋町の撮影村は一般にも公開され、後年の『男たちの大和』ロケセットと同じように連日多くの観光客でにぎわったという。

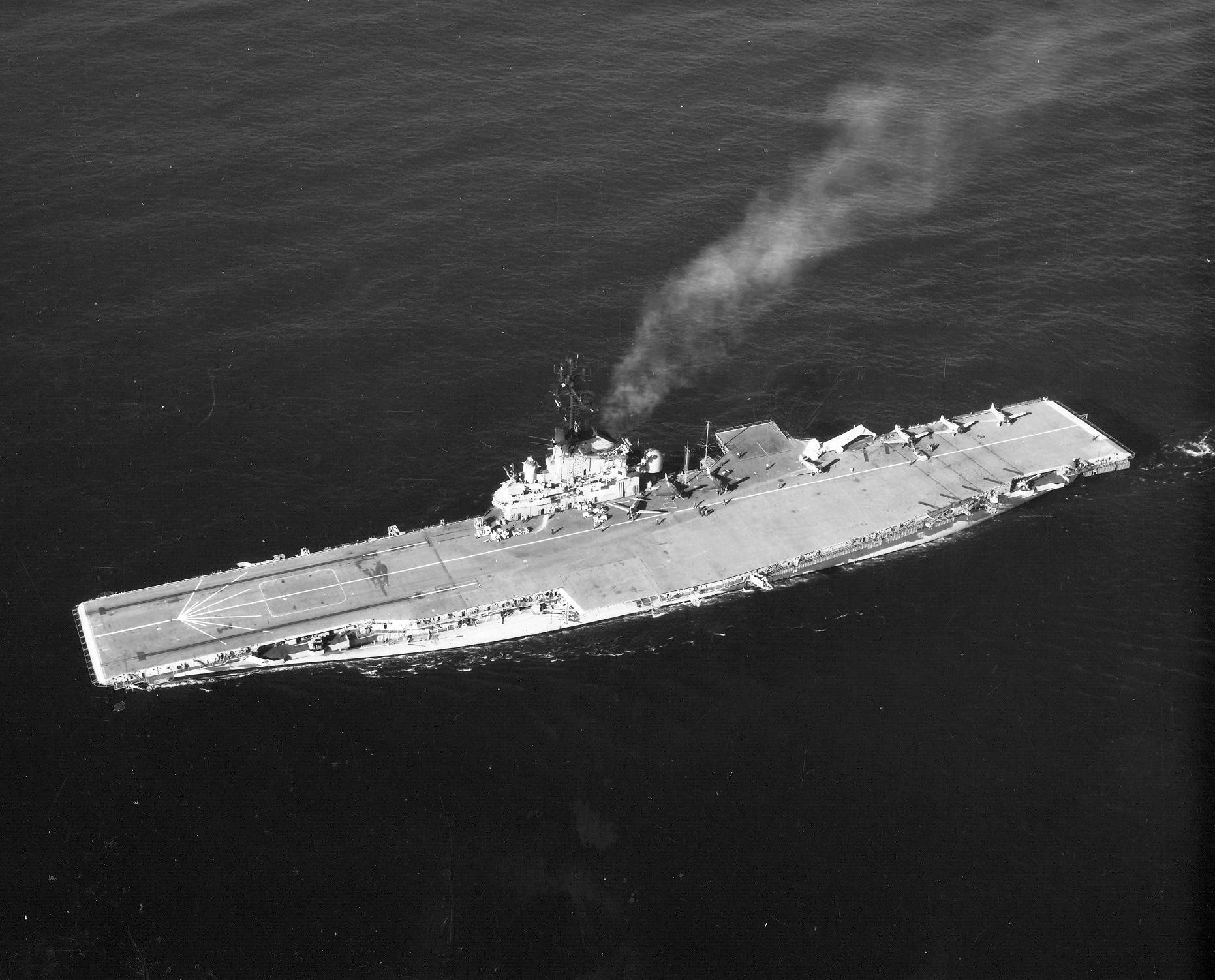
撮影に用いられていた際のヨークタウン（1968年12月2日の撮影） 飛行甲板前部には日本海軍空母の特徴の一つである風向標識[注 6]が描かれている
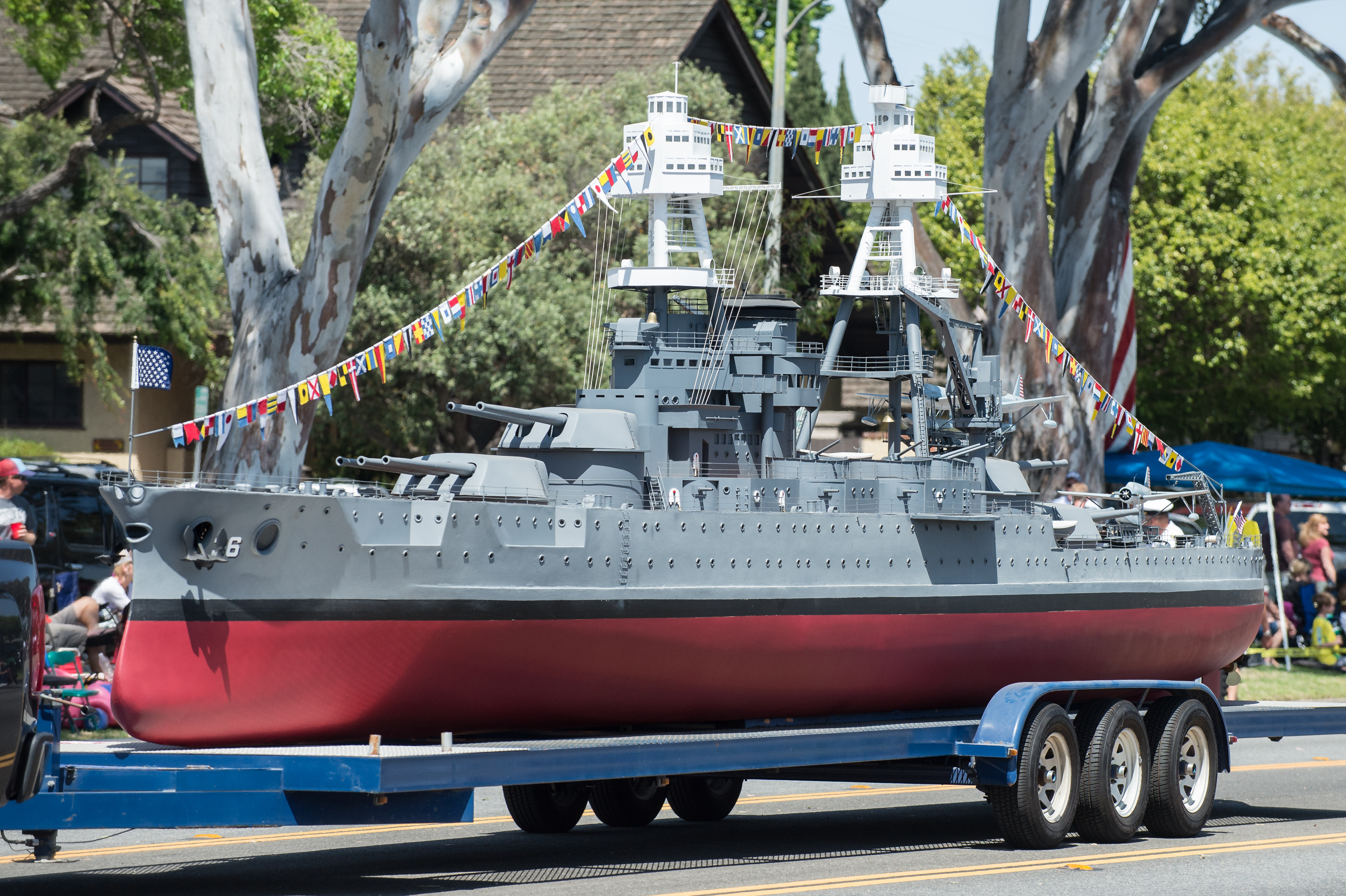
撮影に用いられた戦艦ネヴァダのミニチュア（2013年撮影）

## 米議会で問題化
1969年5月、米議会でニューヨーク州選出のジョン・マーフィ民主党下院議員が「卑怯な真珠湾攻撃を認めるような映画に米国民の税金でまかなわれている軍隊や空母を提供するのはけしからん。しかもベトナム戦争で死闘が続いている時に」などと問題視し、この発言が『ニューヨーク・ポスト』や『デイリーニューズ』『ワシントン・スター』など各紙に報道され、1969年6月14日、マーフィ議員らが国防総省が商業映画に協力する際の基準を設ける法案を提出した。
『トラ・トラ・トラ!』の撮影に使われたアメリカの艦船、航空機は大半が無料供与だった。議会の軍隊ロビーといわれる下院軍事委員会委員長がこれに賛同し、公聴会が開かれることになった。「政府所有の財産や軍人を一企業の利益に供するのは許されるべきでない」というのが言い分だが、背景にあるのは「卑怯な真珠湾攻撃をアメリカが国家財産まで使って賛美するのはけしからぬ」という国民感情だった。折りしもこの年の春に源田實参院議員が訪米した際、「真珠湾攻撃のあと引き続きハワイに空爆を加えて占領し、ここを米西海岸攻撃の基地にすべきだった」「日本がもし核爆弾を持っていたらアメリカに対し使用していただろう」などと源田が発言し、この発言は『ニューヨーク・タイムズ』その他に大きく伝えられ、「リメンバー・パールハーバー」の声が米国内に上がったばかりだった。
非難の矢面に立たされた20世紀フォックスは対抗措置として、1969年6月16日『ニューヨーク・タイムズ』『ワシントン・ポスト』の両紙に20世紀フォックスのザナック社長名で、映画を擁護する異例の全ページ広告を載せ「『トラ・トラ・トラ!』は国防総省、日本防衛庁によって公式に認められた史実に基づく歴史映画である。映画の目的はこのミサイル時代にあっても、いつでも卑怯な真珠湾攻撃があり得ることを国民に訴えることにある。米国がいつでも勝つような映画では国民の関心を呼ばない。真珠湾攻撃の当時、アメリカは孤立主義のムードがいっぱいで平和デモも盛んだった。それが奇襲のあとは一夜にして報復を叫ぶようになった」などと反論した。これに対してレアード国防長官は「ロケは昨年12月のジョンソン政権当時に承認されたもので、私はいっさい関知しない」と述べた。
その後、20世紀フォックスは軍に$1,900,000（6億8400万円）に支払い妥協し、紛争が解決したのは1969年12月10日のことで、米下院軍事活動小委員会が「軍の民間映画への支援は妥当である」と断を下した。

## 編集
舛田が編集に立ち会うための渡米は1969年夏の予定だったが、アメリカで政治問題になったため遅れ、1969年10月に渡米。編集権は完全にアメリカ側にあったが、舛田は契約のときの条件として、総合的に作品そのものの編集に立ち会い、編集は舛田のOKを得るという条項を入れていた。このためプレビューをチェックした上で同意するというスタイルが取られた。舛田は「きちんと日米のパートが配分されていて、僕が撮った部分もちゃんと使われて、均等だったので良かった」という感想を持った。1969年10月27日帰国し、29日に今後の予定等を話し、「上映時間は178分にまとめ、1970年1月から音楽を入れはじめ、1970年秋に公開を予定している。完成作品の5分の2を日本側の撮影シーンが占める。また天皇の命令が真珠湾攻撃艦隊出撃後、下されるという微妙なシーンは観客に混乱を招くという理由でカットになったが、日本編には組み込むよう要望した」などと話した。

### 作品の評価
本作は真珠湾攻撃にいたる日米両国の動きを描き、日本では高い評価を受けて熱狂をもって受け入れられた。しかし、開戦前の米国側の危機管理の甘さが強調されていることや、日本軍が圧倒的に優勢であること、また長尺である割にアクションシーンが最後だけであるため、米国での興行成績は振るわなかった。この反省を踏まえた1976年の『ミッドウェイ』は米国中心視点で製作されることになった。
真珠湾奇襲を防ぐことができなかった原因を、ワシントンの政府上層部の責任として描いていることも当時としては斬新であった。それまで奇襲攻撃を許した責任の多くを問われていたウォルター・ショート司令官やハズバンド・キンメル提督は、大統領をも情報共有から除外したワシントンの隠蔽体質のために有効な対処手段をとることができなかったというように描かれている。
また、製作当初は事実関係が未確認であった空襲開始前の駆逐艦ワード（ウォード）による日本海軍特殊潜航艇甲標的への砲撃および撃沈シーンが描かれている（ワード号事件）。映画内では、甲標的への攻撃行動とその報告が握りつぶされるまでの過程が描かれており、アメリカ側の怠慢を示すシーンになっている。このような劇場公開当時一般にあまり知られていなかったエピソードを映画に取り入れている点も高く評価されている。
深作欣二は「日本でくらいは当たったんじゃないですか。アメリカではどうだったのかな。同じダリル・F・ザナックが『史上最大の作戦』(62)〔ママ〕の東洋版だといって企画したといっても、たかだか真珠湾の話ですし、こちらの日本の騙し討ちだけの問題ですから、話がつまらないですよね。面白くなるわけがない。」「政治なら政治のね、入って行けないところを押さえて、いわゆる“らしさ”、戦争直前の“らしさ”というのは絶対に描かなければいけないはずなのが、全然脚本に設定されてない。」「海軍の山本五十六をめぐる平和主義的神話を黒澤さんは信じていたんですかね。それは神話でも何でもなくて、結局は無責任思想の現れで、あのころの日本の政治家や高級軍人が等し並に持っていた無責任思想の現れであって［……］やっぱりそうだったと思いますよ。」などと話している。
『毎日新聞』は「前半はやたらシークエンスの積み重ねでだけで、全然盛り上がってこない。後半は一時間余にわたって真珠湾の実録の再現。破壊に次ぐあくなき破壊は確かに大変な見もののスペクタクル大作ではある。しかしそれとても戦争の持つ悲惨さを伝えはしない。まるっきりゲーム化されて、しかも日本のワン・サイドだから、単純な民族感覚からいえば悪い気はしないけれど米人には不愉快な映画だろう。それにしても実録なら当時の日米記録映画を繋ぎ合わせれば済む。再現するなら、こんな飛行機だけに凝って、プラモデルマニアあたりが満足するような、全く無思想の映画では困るのである」と評している。
三島由紀夫はこの映画を賞賛し「傑作だった。」「日本側とアメリカ側を交互に写していくパラリズム。その写す時間がだんだん短くなっていく。あれはすばらしい。」などと語っている。

## 日本公開版
国際的に公開された「アメリカ公開版」（インターナショナル版）とは別に、日本でのみ劇場公開された「日本公開版」が存在する。「アメリカ公開版」との主な違いは、オープニングクレジットと「アメリカ公開版」ではカットされた2つのシーンが「日本公開版」には追加されている点である。
- 「日本公開版」のオープニングクレジットは追加されたシーンに出演している俳優がキャストクレジットに追加表記されていることと、監督のクレジット表記が「アメリカ公開版」では〈日本側監督→アメリカ側監督を表示〉だった順番が「日本公開版」では〈アメリカ側監督→日本側監督を表示〉に変更されている。
- 山村聰演じる山本五十六長官が「出師の表」拝受の為に宮中に参内し、天皇（姿は見せず玉座のみ）に拝謁する前に芥川比呂志演じる木戸幸一内大臣と語り合うシーンが追加されている。
- 渥美清と松山英太郎演じる炊事兵[注 7]が厨房で日付変更線について会話する、本作の中でも数少ないコメディーシーンが追加されている。

なお、ハリウッドでの編集作業には舛田も同席し完成作品にも反映されているが、本作に「アメリカ公開版」（インターナショナル版）と「日本公開版」の2種類が存在することは、当時舛田には知らされていなかった。

## ソフト状況
この「日本公開版」は日本での劇場公開後、テレビ放送やビデオソフトが普及し始めた時期に発売されたVHSビデオとレーザーディスクが1980年代に市場に出回って以降は長らく公開される機会がなかったが、2008年に発売されたDVDボックス『トラ・トラ・トラ！コレクターズボックス（3枚組）』の特典ディスクにテレビ放送された素材（画面サイズが4:3）のものが収録され（発売当時、「日本公開版」の上映フィルムが日本国内では所在が確認できなかったため）販売用コンテンツとしては久々に日の目を見ることとなった。初回放映時も含めてテレビ放映では従来よりほとんど「日本公開版」が放映されている。
その後2009年に、製作40周年記念としてハイビジョン画質で収録されたBlu-ray Discが4,000セット完全生産限定で発売された。その際Blu-ray版には新たに発見された劇場公開当時の「日本公開版」がシネスコ画面の完全な形で収録されている。その他には日本語吹替や多数の映像特典も収録されている。2015年3月には製作45周年記念版（Blu-ray Disc）が発売されている。
現在では「日本公開版」の他、上記と同内容の映像特典を収録したレンタル盤Blu-rayもリリースされている。

## テレビ放送日
- ゴールデン洋画劇場（1972年12月1日・8日、フジテレビ）
- プレミアムシネマ（2022年10月4日、NHK BSプレミアム）

## 備考
- 日本側シークエンスが京都の太秦にある東映京都撮影所での撮影されたことから、20世紀フォックスと東映の合作、と勘違いしている説が存在する。以前のWikipediaの記事「真珠湾攻撃」もそのようになっていた時代がある。
- 劇中で日本海軍の下士官が部下のパイロット達に対して艦影の描かれたパネルを見せ、その艦種を言い当てさせる訓練をする場面がある。この中で、あるパネルを見せた時に部下が即座に「エンタープライズ」と答えるが、下士官は「ばかもん、赤城だ、自分たちの旗艦だぞ」と叱るシーンがある[82]。この時パネルに描かれていたシルエットは実際の空母赤城とはまったく異なる艦形で、実は撮影で赤城として使用された米国海軍のエセックス級空母のシルエットが描かれていた。そのため、作中では「間違えている」というシーンであるが実際においては正しい、という転倒した表現のシーンとなっている。これは後に実際に画面中に登場する艦のシルエットと合わせることで、劇中においては矛盾を生じさせない（ここでパネルの絵として登場する艦影と後のシーンで登場する実際の艦影が異なると、観客が混乱してしまう）ための処置である。
- 作中の真珠湾攻撃においてP-40が地上で他機と衝突炎上し米軍兵が逃げ惑うシーンが存在するが、これはラジコン操作の撮影用プロップが浮かび上がってしまい制御不能になって発生した撮影事故によるものであり、逃げ惑うシーンは演技ではない[83]。